# Черноперкова баракуда
Черноперковите баракуди (Sphyraena qenie) са вид лъчеперки от семейство Морски щуки (Sphyraenidae). Разпространени са в Индийския и Тихия океан, от Червено море до бреговете на Мексико, главно в бистрите води край коралови рифове. Образуват големи пасажи, полунеподвижни през деня.